# 太平洋叫姑魚
太平洋叫姑魚為輻鰭魚綱鱸形目鱸亞目石首魚科的其中一種，分布中西太平洋的新幾內亞淡水流域，體長可達14公分，棲息在溪流及河口區。